# هارولد یوجین ادگرتون
هارولد یوجین ادگرتون دانشمند در زمینه برق در انستیتوی فناوری ماساچوست اهل ایالات متحده آمریکا بود. تحقیقات او همچنین در مورد توسعه سونار و عکاسی در اعماق دریا بوده و تجهیزات وی توسط ژاک کوستو در جستجوی کشتی‌های کشتی و حتی هیولای دریاچه ناس مورد استفاده قرار گرفت.
وی همچنین برندهٔ جوایزی همچون نشان ملی علوم، مدال ملی فناوری و نوآوری، و مدال طلای جامعه بین‌المللی حرفه‌ای در اپتیک و فوتونیک کاربردی شد.

## زندگی
ادگرتون متولد ۶ آوریل ۱۹۰۳ در نبراسکا است. پدر وی وکیل، روزنامه‌نگار، نویسنده و مجری بود و از سال ۱۹۱۱ تا ۱۹۱۵ به عنوان دستیار دادستان کل نبراسکا خدمت می‌کرد. او دوران کودکی خود را در واشینگتن، دی سی و لینکلن، نبراسکا گذراند.